# الموسوعة الكتالونية الكبرى
الموسوعة الكتالونية الكبرى (بالإنجليزية: the Great Catalan Encyclopediaْ)‏ هي موسعة باللغة الكتالونية بدأت في كراسات. نشرت عام 1968 من قبل Edicions 62. كتب روح العمل من قبل ماكس كاهنر، وكان أول مدير جوردي كاربونيل. من المجلد الثاني كان العمل المنشور الخاص بها «الموسوعة الكتالونية الكبرى» (بالكتالونية:Enciclopedia Catalana SA) مع جوردي بوجول، وكان المدير الجديد جوان كاريراس.

## نظرة عامة
تجمع الموسوعة إدخالات أبجدية حول مواضيع مختلفة: التاريخ، والجغرافيا، والدراسات الثقافية، وما إلى ذلك متضمنة وجهات النظر من جميع أنحاء العالم، وبعض من وجهات النظر الكاتالونية عند الحاجة. كما تحتوي على قاموس المفردات اللغوية المشتركة، والتي تم استعراضها في الطبعة الأولى من العمل من قبل رامون أرامون سيرا.

## وصلات خارجية
- L'Enciclopèdia en línia (يتطلب اشتراك)
- L'Enciclopèdia (وصول حر)